# ЛиАЗ-5291
ЛиАЗ-5291 «Круиз» — российский туристический комфортабельный автобус большой вместимости, выпускаемый на Ликинском автобусном заводе с 2003 года. До олимпиады Сочи-2014 автобус производился на мощностях Голицынского автобусного завода.
В настоящее время автобусы эксплуатируются в Московской области, а именно в «Мострансавто», параллельно с ЛиАЗ-5251.
Автобусы под обозначением ЛиАЗ-5290 являются копиями предшественника, ЛиАЗ-5291.
С 2022 года выпуск автобуса был временно приостановлен в связи с прекращением поставок комплектующих, в частности шасси Scania. В 2024 году выпуск автобуса был возобновлён на шасси Foton ВJ6122U8МКВ-А2 (U12).

## История
Впервые автобус ЛиАЗ-5291 был представлен в конце 2002 года под индексом 5290 на шасси Scania 4. В ходе сертификации, автобусу был присвоен индекс 5291, поскольку индекс 5290 чуть раньше официально уже присвоили троллейбусу завода ВЗТМ. Серийное производство началось в 2003 году. На его основе был разработан пригородный автобус, получивший название ЛиАЗ-5251, и городской трёхосный автобус, получивший название ЛиАЗ-6228.

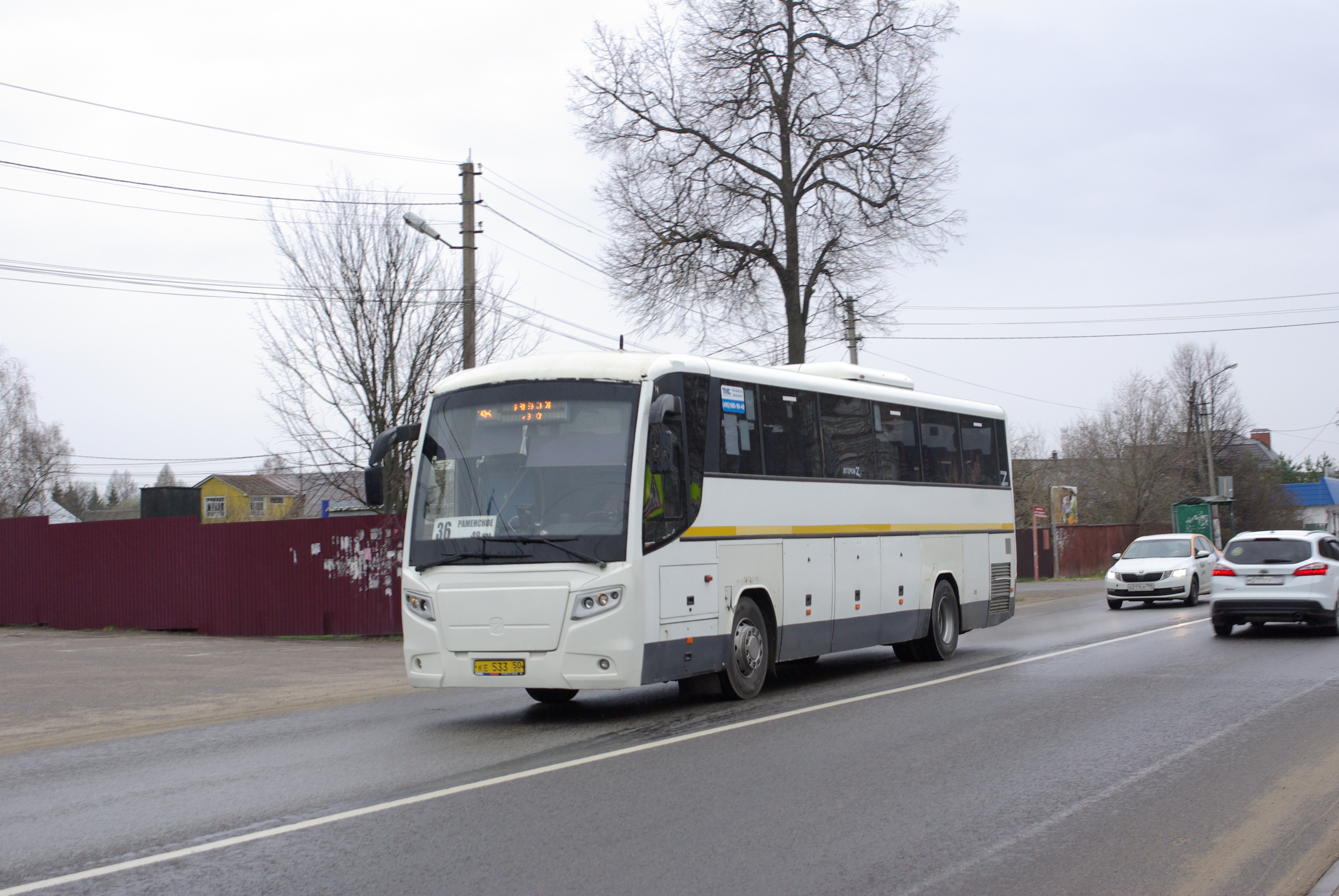
ГолАЗ-5291 первого рестайлинга в Гжели, Московская область

В 2007 году автобус прошёл первую модернизацию, а в 2013 году автобус прошёл первый рестайлинг: полностью изменились кузов, салон и светотехника (лампы накаливания уступили место светодиодам). Одновременно с этим, механическая, 6-ступенчатая трансмиссия уступила место роботизированной, 8-ступенчатой. Модель была представлена в Сочи. В 2017 году автобус прошёл второй рестайлинг, изменилась светотехника: стала устанавливаться светотехника от ГАЗон NEXT. Автобусы образца первого рестайлинга выпускались параллельно с автобусами образца второго рестайлинга до 2020 года, после чего автобусы продолжили выпускаться только образца второго рестайлинга. 
После ликвидации Голицынского автобусного завода производство автобуса было передано на Ликинский автобусный завод. В 2023 году на выставке Comtrans был представлен обновлённый вариант автобуса ЛиАЗ Cruise на шасси Foton ВJ6122U8МКВ-А2 (U12). Число мест для сидения варьируется от 48 до 51. 10-литровый двигатель Cummins ISG12E5 мощностью 338 л. с. сочетается в паре с шестиступенчатой механической трансмиссией Fast Gear или же с 12-ступенчатой автоматизированой трансмиссией ZF Friedrichshafen AG. Серийная версия, представленная 10 декабря 2024 года на выставке Urbantrans, называется Cruise 12.